# سدیاش (شهرستان کاراایدلسکی، باشقیرستان)
سدیاش (انگلیسی: Sedyash, Karaidelsky District, Republic of Bashkortostan) یک شهرک در شهرستان کاراایدلسکی استان باشقیرستان کشور روسیه است.